# Ekstraklasa mężczyzn w tenisie stołowym 2006/2007
Ekstraklasa mężczyzn w tenisie stołowym 2006/2007 – 70. edycja rozgrywek pierwszego poziomu ligowego mężczyzn w Polsce. Brało w niej udział 10 drużyn.
Triumfatorem rozgrywek została LKS Odra Głoska Księginice, która w meczach finałowych pokonała Dartom Intar Tur Bogoria Grodzisk Mazowiecki. Brązowy medale zdobył LUKS Pełcz Górki Noteckie.

## System rozgrywek
Rozgrywki prowadzone były z udziałem 10 drużyn i były podzielone na dwie fazy: zasadniczą i play-off.
Faza zasadnicza składa się z dwóch rund. Pierwsza runda rozgrywana jest systemem każdy z każdym. W drugiej rundzie gospodarzami spotkań w drugiej rundzie są drużyny, które w pierwszej rundzie w meczu pomiędzy tymi samymi drużynami grały na wyjazdach. Za zwycięstwo drużyny otrzymują 2 punkty, zaś za porażkę nie otrzymują punktów.
Do fazy play-off awansują 4 drużyny. W półfinałach zostaną rozegrane dwumecze. Pary zostaną ustalone na podstawie tabeli po rundzie zasadniczej (1-4, 2-3). Zwycięzcy półfinałów awansują do finału, gdzie zostanie rozegrany dwumecz, a gospodarzem pierwszego meczu będzie drużyna z niższego miejsca po fazie zasadniczej. Drużyna, która wygra finał otrzyma tytuł Drużynowego Mistrza Polski kobiet, puchar i złote medale, a zespół pokonany w finale otrzyma puchar i srebrne medale. Drużyny, które odpadły w półfinałach, otrzymają brązowe medale. Do 1. ligi spadną dwie ostatnie drużyny po fazie zasadniczej.
Każdy mecz składa się z 3-5 gier rozgrywanych kolejno na jednym stole. Mecz kończy się wraz z uzyskaniem przez jedną drużyn czterech zwycięstw. Układ gier w meczu.
| 1. gra | 2. gra | 3. gra | 4. gra | 5. gra |
| ------ | ------ | ------ | ------ | ------ |
| A–X    | B–Y    | C–Z    | A–Y    | B–X    |

## Kluby
| Klub                                         | Sezon 2005/2006 |
| -------------------------------------------- | --------------- |
| LKS Odra Głoska Księginice                   | Mistrz          |
| Dartom Intar Tur Bogoria Grodzisk Mazowiecki | 3. miejsce      |
| ASTS Olimpia-Unia Grudziądz                  | Wicemistrz      |
| LUKS Pełcz Górki Noteckie                    | Awans z 1. ligi |
| MKS-TS Trasko Ostrzeszów                     | 6. miejsce      |
| MLKS Ostródzianka Morliny Ostróda            | 7. miejsce      |
| ZKS Zielona Góra                             | 8. miejsce      |
| Bać-Pol Cash&Carry AZS PRz Rzeszów           | Awans z 1. ligi |
| GKS Tęcza Poltarex Nowa Wieś Lęborska        | 3. miejsce      |
| Neckermann Warszawa                          | 10. miejsce     |

## Faza zasadnicza
| Poz. | Drużyna                                      | M  | Z  | P  | Pojedynki | Punkty |
| ---- | -------------------------------------------- | -- | -- | -- | --------- | ------ |
| 1.   | LKS Odra Głoska Księginice                   | 18 | 16 | 2  | 69:21     | 32     |
| 2.   | Dartom Intar Tur Bogoria Grodzisk Mazowiecki | 18 | 16 | 2  | 65:19     | 32     |
| 3.   | ASTS Olimpia-Unia Grudziądz                  | 18 | 14 | 4  | 57:33     | 28     |
| 4.   | LUKS Pełcz Górki Noteckie                    | 18 | 10 | 8  | 54:50     | 20     |
| 5.   | MKS-TS Trasko Ostrzeszów                     | 18 | 9  | 9  | 50:55     | 18     |
| 6.   | MLKS Ostródzianka Morliny Ostróda            | 18 | 9  | 9  | 51:51     | 18     |
| 7.   | ZKS Zielona Góra                             | 18 | 7  | 11 | 45:58     | 14     |
| 8.   | Bać-Pol Cash&Carry AZS PRz Rzeszów           | 18 | 5  | 13 | 37:60     | 10     |
| 9.   | GKS Tęcza Poltarex Nowa Wieś Lęborska        | 18 | 3  | 15 | 34:66     | 6      |
| 10.  | Neckermann Warszawa                          | 18 | 1  | 17 | 20:69     | 2      |

     Awans do półfinału
     Spadek do 1. ligi

## Play-off
|  |          |                                              |          |                                              |          |                      |   |                            |       |       |       |       |
|  | Półfinał | Półfinał                                     | Półfinał | Półfinał                                     | Półfinał |                      |   | Finał                      | Finał | Finał | Finał | Finał |
|  | Półfinał | Półfinał                                     | Półfinał | Półfinał                                     | Półfinał |                      |   | Finał                      | Finał | Finał | Finał | Finał |
|  |          |                                              |          |                                              |          |                      |   |                            |       |       |       |       |
|  |          |                                              |          |                                              |          |                      |   |                            |       |       |       |       |
|  | 1        | LKS Odra Głoska Księginice                   | 4        | 4                                            |          |                      |   |                            |       |       |       |       |
|  | 1        | LKS Odra Głoska Księginice                   | 4        | 4                                            |          |                      |   |                            |       |       |       |       |
|  | 4        | LUKS Pełcz Górki Noteckie                    | 2        | 1                                            |          |                      |   |                            |       |       |       |       |
|  | 4        | LUKS Pełcz Górki Noteckie                    | 2        | 1                                            |          |                      | 1 | LKS Odra Głoska Księginice | 4     | 4     |       |       |
|  |          |                                              |          |                                              |          |                      | 1 | LKS Odra Głoska Księginice | 4     | 4     |       |       |
|  |          |                                              | 2        | Dartom Intar Tur Bogoria Grodzisk Mazowiecki | 2        | 1                    |   |                            |       |       |       |       |
|  | 2        | Dartom Intar Tur Bogoria Grodzisk Mazowiecki | 2        | Dartom Intar Tur Bogoria Grodzisk Mazowiecki | 2        | 1                    | 4 | 1                          | 4     |       |       |       |
|  | 2        | Dartom Intar Tur Bogoria Grodzisk Mazowiecki |          |                                              |          |                      |   |                            |       |       |       |       |
|  | 3        | ASTS Olimpia-Unia Grudziądz                  | 2        | 4                                            | 3        |                      |   |                            |       |       |       |       |
|  | 3        | ASTS Olimpia-Unia Grudziądz                  | 2        | 4                                            | 3        | Mecz o brązowy medal |   |                            |       |       |       |       |
|  |          |                                              |          |                                              |          |                      |   |                            |       |       |       |       |
|  |          |                                              |          |                                              |          |                      |   |                            |       |       |       |       |
|  |          |                                              |          |                                              |          |                      |   |                            |       |       |       |       |
|  | 2        | ASTS Olimpia-Unia Grudziądz                  | 1        | 4                                            | 2        |                      |   |                            |       |       |       |       |
|  | 2        | ASTS Olimpia-Unia Grudziądz                  | 1        | 4                                            | 2        |                      |   |                            |       |       |       |       |
|  | 4        | LUKS Pełcz Górki Noteckie                    | 4        | 3                                            | 4        |                      |   |                            |       |       |       |       |
|  | 4        | LUKS Pełcz Górki Noteckie                    | 4        | 3                                            | 4        |                      |   |                            |       |       |       |       |

### Półfinały
| Gospodarze                                   | Wynik       | Goście                                       |
| 1. półfinał                                  | 1. półfinał | 1. półfinał                                  |
| -------------------------------------------- | ----------- | -------------------------------------------- |
| LUKS Pełcz Górki Noteckie                    | 2:4         | LKS Odra Głoska Księginice                   |
| ASTS Olimpia-Unia Grudziądz                  | 2:4         | Dartom Intar Tur Bogoria Grodzisk Mazowiecki |
| 2. półfinał                                  |             |                                              |
| LKS Odra Głoska Księginice                   | 4:1         | LUKS Pełcz Górki Noteckie                    |
| Dartom Intar Tur Bogoria Grodzisk Mazowiecki | 1:4         | ASTS Olimpia-Unia Grudziądz                  |
| 2. półfinał                                  |             |                                              |
| Dartom Intar Tur Bogoria Grodzisk Mazowiecki | 4:3         | ASTS Olimpia-Unia Grudziądz                  |

### Mecz o 3. miejsce
| Gospodarze                  | Wynik | Goście                      |
| --------------------------- | ----- | --------------------------- |
| LUKS Pełcz Górki Noteckie   | 4:1   | ASTS Olimpia-Unia Grudziądz |
| ASTS Olimpia-Unia Grudziądz | 4:3   | LUKS Pełcz Górki Noteckie   |
| ASTS Olimpia-Unia Grudziądz | 2:4   | LUKS Pełcz Górki Noteckie   |

### Finał
| Gospodarze                                   | Wynik | Goście                                       |
| -------------------------------------------- | ----- | -------------------------------------------- |
| Dartom Intar Tur Bogoria Grodzisk Mazowiecki | 0:4   | LKS Odra Głoska Księginice                   |
| LKS Odra Głoska Księginice                   | 4:2   | Dartom Intar Tur Bogoria Grodzisk Mazowiecki |

## Medaliści
| Lp. | Drużyna                                      |
| --- | -------------------------------------------- |
| 1.  | LKS Odra Głoska Księginice                   |
| 2.  | Dartom Intar Tur Bogoria Grodzisk Mazowiecki |
| 3.  | LUKS Pełcz Górki Noteckie                    |